# Le bonheur est pour demain (film, 1962)
Pour les articles homonymes, voir Le bonheur est pour demain.
Pour plus de détails, voir Fiche technique et Distribution.
Le bonheur est pour demain est un film français réalisé par Henri Fabiani en 1960 et sorti en 1962.

## Synopsis
Alain, 20 ans, quitte sa famille sur un coup de tête. Il rêve sa vie comme un adolescent. À Saint-Nazaire, il se lie avec un ouvrier caréneur, José, qui lui permet de comprendre ce qu'est l'existence du travailleur. C'est également grâce à lui qu'il rencontre Annie, secrétaire aux chantiers de construction, dont le père adoptif, Le Guen, finira par convaincre le jeune homme de poursuivre ses études à Paris. Plus tard, il pourra alors envisager la vie commune avec Annie.

## Fiche technique
- Titre : Le bonheur est pour demain
- Réalisateur : Henri Fabiani
- Assistant-réalisateur : Charles Chaboud
- Script : Andrée François
- Scénario : Edmond Sergent, Henri Fabiani et Henri Graziani
- Dialogue : Henri Graziani
- Photo : Jean Penzer
- Opérateur : Pierre Goupil
- Son : Jean Labussière
- Musique : Henri Crolla et Georges Delerue
- Montage : Jean-Louis Levi-Alvarès, assisté de Jacques Witta
- Société de production : La Grande Ourse
- Direction de production : Fred Tavano
- Régisseur général : Alain Darbon
- Chargé de presse : Claude Le Gac
- Dates de tournage  : Commencé le 3 août 1960
- Pays de production :  France
- Lieux de tournage : quartier de Méan et Chantiers de Penhoët à Saint-Nazaire
- Film noir et blanc
- Genre : comédie dramatique
- Durée : 93 minutes
- Dates de sortie : 
  - France : 26 septembre 1962
  - Reprise le 19 mars 2014

## Distribution
- Jacques Higelin : Alain
- Irène Chabrier : Annie
- Henri Crolla : José
- Jean Martinelli : Le Guen
- Gina Manès : Thérèse
- Serge Rousseau

## Autour du film
- Le film a été tourné sur le chantier du paquebot France. Échec commercial et tombé dans l'oubli, l'unique long métrage d'Henri Fabiani est devenu la propriété de la société Les Documents cinématographiques. Il fera l'objet d'un travail de restauration, durant trois ans, paru en DVD en 2014[1].
- Le titre prévu à l'origine, Au bout la soupe, a été rejeté par le distributeur[2].